# Rudolf Berghofer
Rudolf Berghofer (13. června 1841 Mezőhegyes – 7. května 1912 Terst) byl rakousko-uherský admirál. V c. k. námořnictvu sloužil od roku 1859 a zúčastnil se několika válek. Absolvoval dvě cesty kolem světa (1874–1876, 1889–1890), jako vyšší důstojník sloužil na výcvikových i bitevních lodích. Nakonec dlouhodobě působil v námořní administraci a podílel se na modernizaci námořnictva. V letech 1897–1903 byl zástupcem šéfa námořní sekce na rakousko-uherském ministerstvu války. V roce 1903 odešel do penze, krátce před úmrtím byl povýšen do hodnosti admirála (1912).

## Biografie

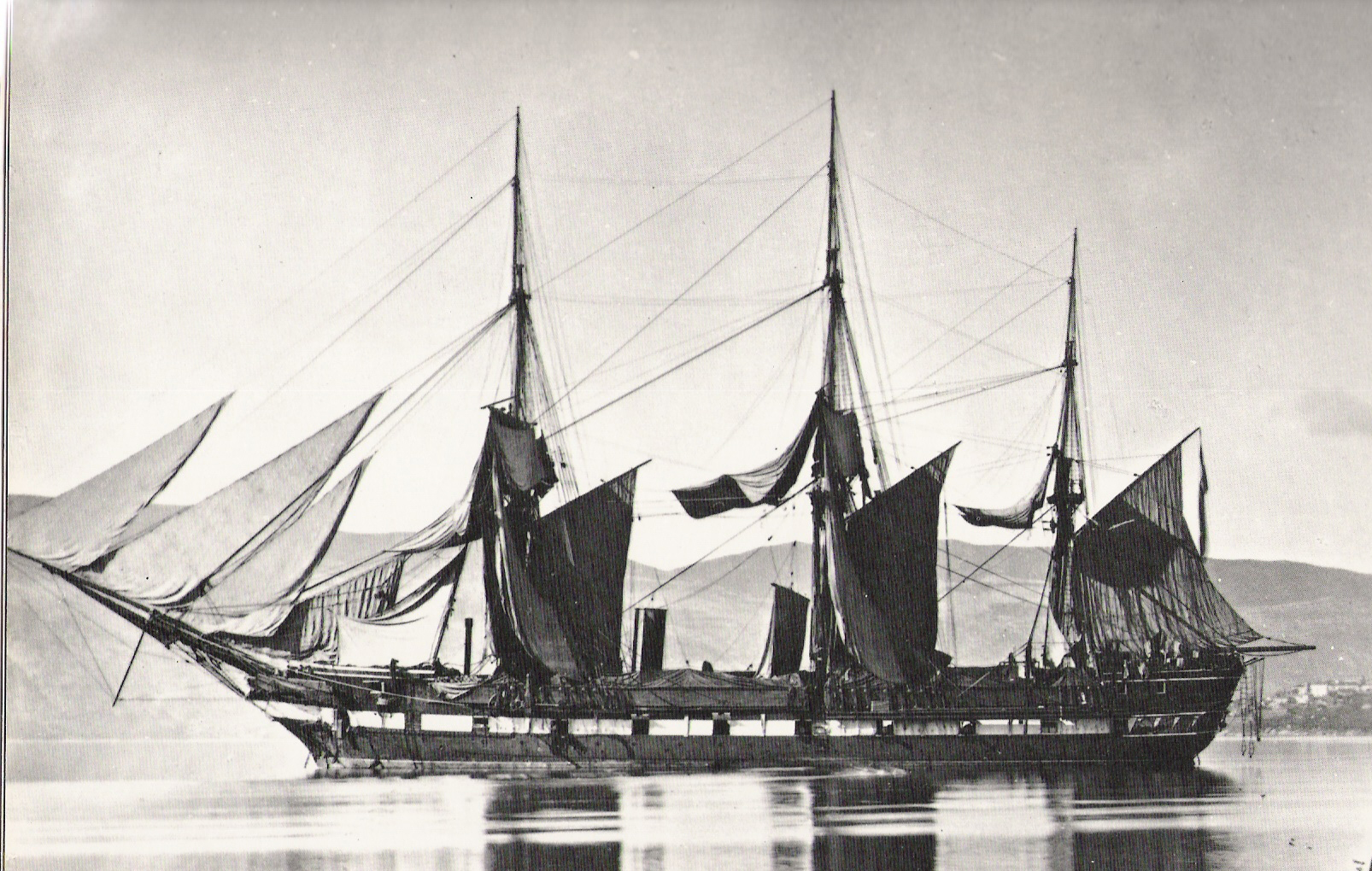
Korveta SMS Erzherzog Friedrich, na níž Rudolf Berghofer absolvoval cestu kolem světa (1874–1876)

Byl synem rytmistra c. k. četnictva Rudolfa Berghofera. Původně studoval na vojenské škole v Mariboru, v letech 1855–1859 absolvoval C. k. námořní akademii v Terstu, přestěhovanou později do Rijeky. V roce 1859 nastoupil jako kadet k námořnictvu a zúčastnil se války se Sardinií (1859). Kromě služby na různých lodích vykonával také povinnosti v přístavech Terst a Pula, v roce 1861 získal hodnost praporčíka. V roce 1864 se zúčastnil dánsko-německé války a během války s Itálií (1866) bojoval jako dělostřelecký důstojník v bitvy u Visu. V roce 1869 byl povýšen na poručíka II. třídy a v letech 1872–1874 působil u komise pro výstavbu lodí v Terstu, mezitím získal hodnost poručíka I. třídy (1871). Na palubě korvety SMS Erzherzog Friedrich pod velením kapitána Tobiase Oesterreichera absolvoval cestu kolem světa (1874–1876). Cílem této expedice bylo navázání obchodních vztahů s Japonskem a Siamským královstvím, ale také astronomické pozorování přechodu Venuše mezi Zemí a Sluncem. Z domovského přístavu v Pule se výprava vydala přes nově vybudovaný Suezský průplav kolem břehů Indie a Číny. V Tokiu byla posádka lodi přijata k audienci císařem císařem Mucihitem. Z východní Asie pokračovala cesta přes Tichý oceán k břehům severní Ameriky se zastávkou v San Franciscu. Během další cesty kolem jižní Ameriky následovala další zastávka ve Valparaísu, přes Atlantský oceán s přistáním na Azorech a Alžíru se výprava vrátila v červnu 1876 do Puly. Ve stejné důstojnické hodnosti poručíka I. třídy se spolu s Berghoferem této cesty zúčastnil moravský šlechtic hrabě Ervín Dubský z Třebomyslic, který z cesty zanechal cenný deník a z Dálného východu přivezl také hodnotnou sbírku uměleckých předmětů. V následujících letech působil Berghofer jako pedagog na výcvikových lodích.

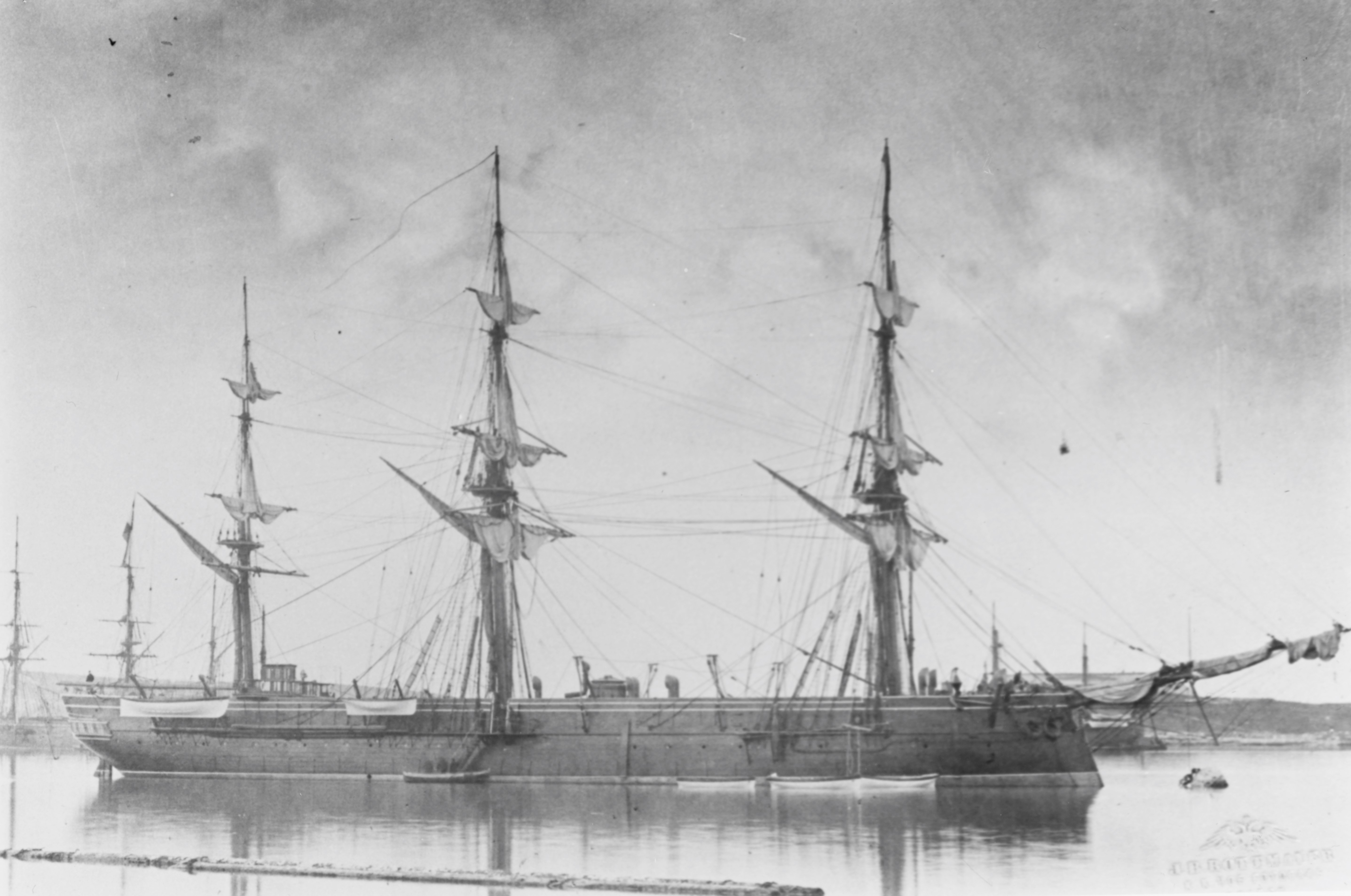
Korveta SMS Fasana, vlajková loď kapitána Rudolfa Berghofera na cestě kolem světa (1889–1890)

V roce 1884 byl povýšen na korvetního kapitána, působil u komise arzenálu v Pule, jako velitel lodi Andreas Hofer byl v letech 1884–1885 přidělen k oblastnímu vojenskému velitelství v Zadaru a úřadu dalmatského místodržitelství. V letech 1885–1888 byl přednostou VII. oddělení u Námořního technického výboru. Mezitím byl k datu 1. května 1886 povýšen na fregatního kapitána. Jako velitel korvety SMS Fasana absolvoval v letech 1889–1890 další cestu kolem světa, obeplul východní a západní pobřeží jižní Ameriky, navštívil ostrovy v Tichomoří a Jávu. Ke dni 1. května 1890 byl jmenován kapitánem řadové lodi a znovu byl přidělen k arzenálu v Pule. V letech 1891–1895 byl přednostou obchodního oddělení námořní sekce na ministerstvu války. V roce 1895 byl krátce na vlajkové lodi SMS Kronprinz Erzherzog Rudolf velitelem eskadry.
V letech 1895–1897 byl zástupcem prezidenta Námořního technického výboru ve Vídni a v roce 1897 se sám stal jeho prezidentem, mezitím byl k datu 1. května 1896 povýšen do hodnosti kontradmirála. Nakonec byl několik let zástupcem šéfa námořní sekce na ministerstvu války (1897–1903). V této funkci se ve spolupráci se svým nadřízeným admirálem Spaunem podílel na modernizaci rakousko-uherského námořnictva. Ke dni 1. května 1900 dosáhl hodnosti viceadmirála. V dubnu 1903 byl penzionován a v roce 1905 se přestěhoval do Terstu, kde také zemřel. Krátce před smrtí dosáhl mimo aktivní službu hodnosti admirála (19. března 1912).

## Řády a vyznamenání
Během služby u námořnictva získal několik vysokých vyznamenání. Při příležitosti odchodu do penze obdržel v roce 1903 titul c. k. tajného rady s nárokem na oslovení Excelence.
- Válečná pamětní medaile (1864)
- Válečná medaile (1873)
- Vojenský záslužný kříž (1883)
- Služební odznak pro důstojníky III. třídy (1884)
- Vojenská záslužná medaile (1890)
- Řád železné koruny III. třídy (1895)
- Jubilejní pamětní medaile (1898)
- Služební odznak pro důstojníky II. třídy (1899)
- Řád železné koruny II. třídy (1902)

- Řád slávy II. třídy (1889, Tunisko)